# 吉永千夏
吉永 千夏（よしなが ちなつ、1975年8月2日 - ）は、日本の元タレント、元レースクイーン。栃木県出身。血液型はA型。2006年、芸能界を引退。最終所属はオスカープロモーション。

## 出演

### テレビ
- 出動!ミニスカポリス　3・4代目ポリス 1997年4月 - 1998年3月（テレビ東京系）
- BREAK（読売テレビ系）

### CM
- カルビー 冬のポテトチップス
- サンヨー バソキヤ3
- ハウス食品 オーザック

### イベント
- 東京輸入車ショー 95 クイーン
- COSMO OIL RECING TEAM レースクイーン
- 呉工業Kureレーシングチーム レースクイーン
- かもめサービスRECING TEAM レースクイーン、ミニスカポリス3代目、4代目
- FERRARI CLUB OF JAPAN マスコットクイーン
- ボディボードワールドチャンピオンシップ99in御前崎 イメージガール、ｆ：（エフ）のメンバー[2]

## 書籍

### 写真集
- 96レースクイーン大図鑑（コンパス）
- Oh! キャンギャル（東京三世社）
- Queens&Gals BEST97（学研プラス）
- Queen（コンパス、撮影：山岸伸）
- 出勤!ミニスカポリスファンブック（ソフトバンク）

### ビデオ
- GALS PARADISE VIDEO vol.1（三栄書房）
- BEST OF RACE QUEENS（笠倉出版社）
- 97レースクイーン HEAT WAVE（四季出版）
- RACE QUEENS ベストセレクション30（オデッセウス出版）
- Go！Go！レースクイーン Hot Catalogue Vol.1（KKコスミック）
- 決定版!レースクイーン完全ファイル（コスミックインターナショナル）
- Queen（笠倉出版社）